# جون ووكر (عداء المسافات المتوسطة)
جون ووكر (بالإنجليزية: John Walker) هو عداء مسافات متوسطة نيوزيلندي، ولد في 12 يناير 1952 في Papakura District ‏ في نيوزيلندا.

## وصلات خارجية
- جون ووكر على موقع الاتحاد الدولي لألعاب القوى (الإنجليزية)
- جون ووكر على موقع رابطة إحصائيات سباق الطريق (الإنجليزية)
- جون ووكر على موقع اللجنة الأولمبية الدولية (الإنجليزية)
- جون ووكر على موقع أوليمبيديا (الإنجليزية)
- جون ووكر على موقع اللجنة الأولمبية النيوزيلندية (الإنجليزية)
- جون ووكر على موقع قاعة نيوزيلندا للمشاهير الرياضية (الإنجليزية)